# Alan Griffin
Pour les articles homonymes, voir Griffin.
Alan Darnell Griffin, né le 14 avril 2000 à White Plains, New York, est un joueur américain de basket-ball évoluant au poste d'arrière.

## Biographie
Il est le fils d'Adrian Griffin, joueur et entraîneur de basket-ball et le frère d'A. J. Griffin, lui aussi joueur de basket-ball.

### Carrière universitaire
Entre 2018 et 2020, il joue pour le Fighting Illini de l'université de l'Illinois à Urbana-Champaign.
Entre 2020 et 2021, il joue pour l'Orange de l'université de Syracuse.

### Carrière professionnelle

#### Vipers de Rio Grande Valley (2021)
Le 29 juillet 2021, lors de la draft 2021 de la NBA, automatiquement éligible, il n'est pas sélectionné.
Il participe ensuite à la NBA Summer League de Las Vegas avec les Lakers de Los Angeles.
Le 23 octobre 2021, il est sélectionné à la 12e place de la draft 2021 de G-League par les Warriors de Santa Cruz. Le jour-même, il est transféré chez les Vipers de Rio Grande Valley.

## Statistiques

### Universitaires
Les statistiques d'Alan Griffin en matchs universitaires sont les suivantes :
| Saison    | Équipe   | Matchs | Titul. | Min./m | % Tir | % 3pts | % LF | Rbds/m. | Pass/m. | Int/m. | Ctr/m. | Pts/m. |
| --------- | -------- | ------ | ------ | ------ | ----- | ------ | ---- | ------- | ------- | ------ | ------ | ------ |
| 2018-2019 | Illinois | 27     | 1      | 8,1    | 39,7  | 32,6   | 61,1 | 1,44    | 0,33    | 0,30   | 0,22   | 3,07   |
| 2019-2020 | Purdue   | 28     | 1      | 18,0   | 48,3  | 41,6   | 86,1 | 4,54    | 0,64    | 0,46   | 0,21   | 8,93   |
| 2020-2021 | Syracuse | 28     | 27     | 29,2   | 43,1  | 35,9   | 89,7 | 5,82    | 1,79    | 1,18   | 1,64   | 13,29  |
| Carrière  | Carrière | 83     | 29     | 18,6   | 44,3  | 37,5   | 83,9 | 3,96    | 0,93    | 0,65   | 0,70   | 8,49   |